# Gmina Græsted-Gilleleje
Gmina Græsted-Gilleleje (duń. Græsted-Gilleleje Kommune) - istniejąca w latach 1970-2006 gmina w Danii w  okręgu Frederiksborg Amt. 
Siedzibą władz gminy było miasto Gilleleje. 
Gmina Græsted-Gilleleje została utworzona 1 kwietnia 1970 na mocy reformy podziału administracyjnego Danii. Po kolejnej reformie administracyjnej w roku 2007 weszła w skład nowej gminy Gribskov.

## Dane liczbowe
- Liczba ludności: (♀ 10 476 + ♂ 10 460) = 20 936
  - wiek 0-6: 7,5%
  - wiek 7-16: 13,6%
  - wiek 17-66: 65,1%
  - wiek 67+: 13,7%
- zagęszczenie ludności: 156,2 osób/km² (2004)
- bezrobocie: 4,2% osób w wieku 17-66 lat
- cudzoziemcy z UE, Skandynawii i USA: 160 na 10 000 osób
- cudzoziemcy z krajów Trzeciego Świata: 161 na 10 000 osób
- liczba szkół podstawowych: 5 (liczba klas: 106)